# Enis Fazłagiḱ
Enis Fazłagiḱ (mac. Енис Фазлагиќ, ur. 27 marca 2000 w Wełesie) – północnomacedoński piłkarz występujący na pozycji defensywnego pomocnika . Młodzieżowy i seniorski reprezentant Macedonii Północnej. Wychowanek Fudbałskiej Akademiji na FFM Skopje oraz Shkëndiji Tetowo, w której rozpoczął seniorską karierę. Grał również w MŠK Žilinai Wiśle Kraków.

## Statystyki
Aktualne na dzień 10 kwietnia 2023.

### Klubowe
| Klub                | Sezon              | Liga               | Liga  | Liga   | Puchar kraju | Puchar kraju | Kontynentalne | Kontynentalne | Suma  | Suma   |
| Klub                | Sezon              | Poziom             | Mecze | Bramki | Mecze        | Bramki       | Mecze         | Bramki        | Mecze | Bramki |
| ------------------- | ------------------ | ------------------ | ----- | ------ | ------------ | ------------ | ------------- | ------------- | ----- | ------ |
| Shkëndija Tetowo    | 2016/2017          | Prwa liga          | 3     | 0      | 0            | 0            | 0             | 0             | 3     | 0      |
| Shkëndija Tetowo    | 2017/2018          | Prwa liga          | 16    | 2      | 3            | 0            | 2             | 0             | 21    | 2      |
| Shkëndija Tetowo    | Łącznie            | Łącznie            | 19    | 2      | 3            | 0            | 2             | 0             | 24    | 2      |
| MŠK Žilina          | 2018/2019          | Fortuna liga       | 15    | 0      | 2            | 0            | –             | –             | 17    | 0      |
| MŠK Žilina          | 2019/2020          | Fortuna liga       | 13    | 0      | 1            | 0            | –             | –             | 14    | 0      |
| MŠK Žilina          | 2020/2021          | Fortuna liga       | 24    | 1      | 5            | 0            | 0             | 0             | 31    | 1      |
| MŠK Žilina          | 2021/2022          | Fortuna liga       | 16    | 0      | 1            | 0            | 7             | 0             | 24    | 1      |
| MŠK Žilina          | Łącznie            | Łącznie            | 68    | 1      | 9            | 0            | 7             | 0             | 84    | 1      |
| Wisła Kraków        | 2021/2022          | Ekstraklasa        | 13    | 0      | 1            | 0            | –             | –             | 14    | 0      |
| Wisła Kraków        | 2022/2023          | I liga             | 2     | 0      | 0            | 0            |               |               | 2     | 0      |
| Wisła Kraków        | Łącznie            | Łącznie            | 15    | 0      | 1            | 0            | 0             | 0             | 16    | 0      |
| DAC Dunajská Streda | 2022/2023          | Fortuna liga       | 6     | 0      | 1            | 0            | 0             | 0             | 7     | 0      |
| Łącznie w karierze  | Łącznie w karierze | Łącznie w karierze | 108   | 3      | 14           | 0            | 9             | 0             | 131   | 3      |

## Sukcesy

### Klubowe
Shkëndija Tetowo
- Mistrzostwo Macedonii Północnej: 2017/2018